# Термоізоляція трубопроводу

Рис. 1. Теплоізоляція за допомогою фасонних елементів.

Рис. 2. Теплоізоляція з нижнім каркасом.

Рис. 3. Теплоізоляція фланцевого з'єднання.

Термоізоляція трубопроводу — ізоляція трубопроводу у випадку, якщо по трубопроводу переміщається середовище з високою/низькою температурою.
У випадку, якщо по трубопроводу переміщається середовище з високою температурою, необхідна його ізоляція, щоб уникнути втрати тепла. У разі переміщення по трубопроводу середовища з низькою температурою ізоляцію застосовують для запобігання її нагріванню зовнішнім середовищем. Ізоляція у таких випадках здійснюється за допомогою спеціальних ізоляційних матеріалів, що розміщуються навколо труб.
Як правило, використовуються:
- При низьких температурах до 100 °C використовуються жорсткі пінопласти, наприклад полістирол або поліуретан.
- При середніх температурах близько 600 °C використовуються фасонні оболонки або мінеральне волокно, наприклад, кам'яна вовна або скляна повсть.
- При високих температурах у районі 1200 ° C — керамічне волокно, наприклад, глиноземне.
- Труби, умовний прохід яких нижчий за DN 80, а товщина шару ізоляції менше 50 мм, як правило, ізолюються за допомогою ізоляційних фасонних елементів. Для цього дві оболонки кладуться навколо труби та скріплюються металевою стрічкою, а після цього закриваються бляшаним кожухом (рис. 1.).

Трубопроводи, які мають умовний прохід більше за DN 80, повинні забезпечуватися теплоізоляцією з нижнім каркасом (рис. 2.). Такий каркас складається з затискних кілець, розпірок, а також металевого облицювання, виготовленого з м'якої оцинкованої сталі або нержавіючої листової сталі. Між трубопроводом та металевим кожухом простір заповнюється ізоляційним матеріалом.
Товщина ізоляції розраховується шляхом визначення витрат на його виготовлення, а також збитків, що виникають через втрату тепла, та становить від 50 до 250 мм.
Теплоізоляція повинна наноситися по всій довжині трубопровідної системи, включаючи зони відводів та колін. Дуже важливо стежити, щоб не виникали незахищені місця, які можуть стати причиною теплових втрат. Фланцеві з'єднання та арматура повинні забезпечуватись фасонними ізоляційними елементами (рис. 3). Це забезпечує безперешкодний доступ до місця з'єднання без необхідності знімати ізоляційний матеріал з усієї трубопровідної системи у разі, якщо сталося порушення герметичності.
У разі, якщо ізоляція трубопровідної системи обрано правильно, вирішується ряд завдань:
- 1. Уникнення сильного падіння температури в середовищі і, як наслідок, економія енергії.
- 2. Запобігання падінню температури в газопровідних системах нижче точки роси. Таким чином, вдається виключити утворення конденсату, що може призвести до значних корозійних руйнувань.
- 3. Уникнення виділення конденсату у парових трубопроводах.